# Eleonora Bonafini
Eleonora Bonafini (Riva del Garda, 17 febbraio 1995) è una hockeista su ghiaccio italiana, che gioca come attaccante nelle EV Bozen Eagles e nella nazionale italiana.

## Carriera
Cresciuta a Spiazzo, ha giocato a livello giovanile con l'Hockey Club ValRendena. Nel 2010 è passata all'EV Bozen 84, giocando nel primo anno sia nelle giovanili che nella prima squadra nel massimo campionato femminile, le EV Bozen Eagles, e successivamente solo in prima squadra.
Con le Eagles ha vinto undici scudetti e due EWHL.
Dal 2012 è nel giro della nazionale: con l'Italia ha disputato cinque edizioni dei mondiali e tre tornei di qualificazione olimpica.

## Palmarès
- Campionato italiano femminile: 12

EV Bozen Eagles: 2010-2011, 2011-2012, 2012-2013, 2013-2014, 2014-2015, 2015-2016, 2016-2017, 2017-2018, 2020-2021, 2021-2022, 2022-2023, 2023-2024
- EWHL: 2

EV Bozen Eagles: 2013-2014, 2016-2017